# Alessandro Hämmerle
Alessandro Haemmerle, né le 30 juillet 1993, est un snowboardeur autrichien spécialisé dans les épreuves de snowboardcross.

## Palmarès

### Jeux olympiques
- Sotchi 2014 : 17e en snowboardcross.
- Pyeongchang 2018 : 7e en snowboardcross.
- Pékin 2022 :  Médaille d'or en snowboardcross.

### Championnats du monde
- Championnats du monde 2021 à Idre Fjäll (Suède) :
  -  Médaille d'argent en cross.
- Championnats du monde 2025 à Engadine (Suisse) :
  -  Médaille de bronze en cross.

### Coupe du monde
- 3 gros globe de cristal :
  - Vainqueur du classement snowboardcross en 2019, 2020 et 2021.
- 33 podiums dont 18 victoires.

#### Détails des victoires
| Épreuve / Édition | Snowboard cross                          |
| ----------------- | ---------------------------------------- |
| 2012-2013         | Sotchi                                   |
| 2015-2016         | Montafon                                 |
| 2016-2017         | Solitude Bansko                          |
| 2017-2018         | La Molina Moscou                         |
| 2018-2019         | Baqueira Beret                           |
| 2019-2020         | Montafon Veysonnaz                       |
| 2020-2021         | Chiesa in Valmalenco Reiteralm Veysonnaz |
| 2021-2022         | Secret Garden Montafon                   |
| 2022-2023         | Cervinia                                 |
| 2023-2024         | Cervinia Montafon (x2)                   |

### Championnats du monde juniors
- Médaille d'or du cross en 2012.